# Stany Generalne (Francja)

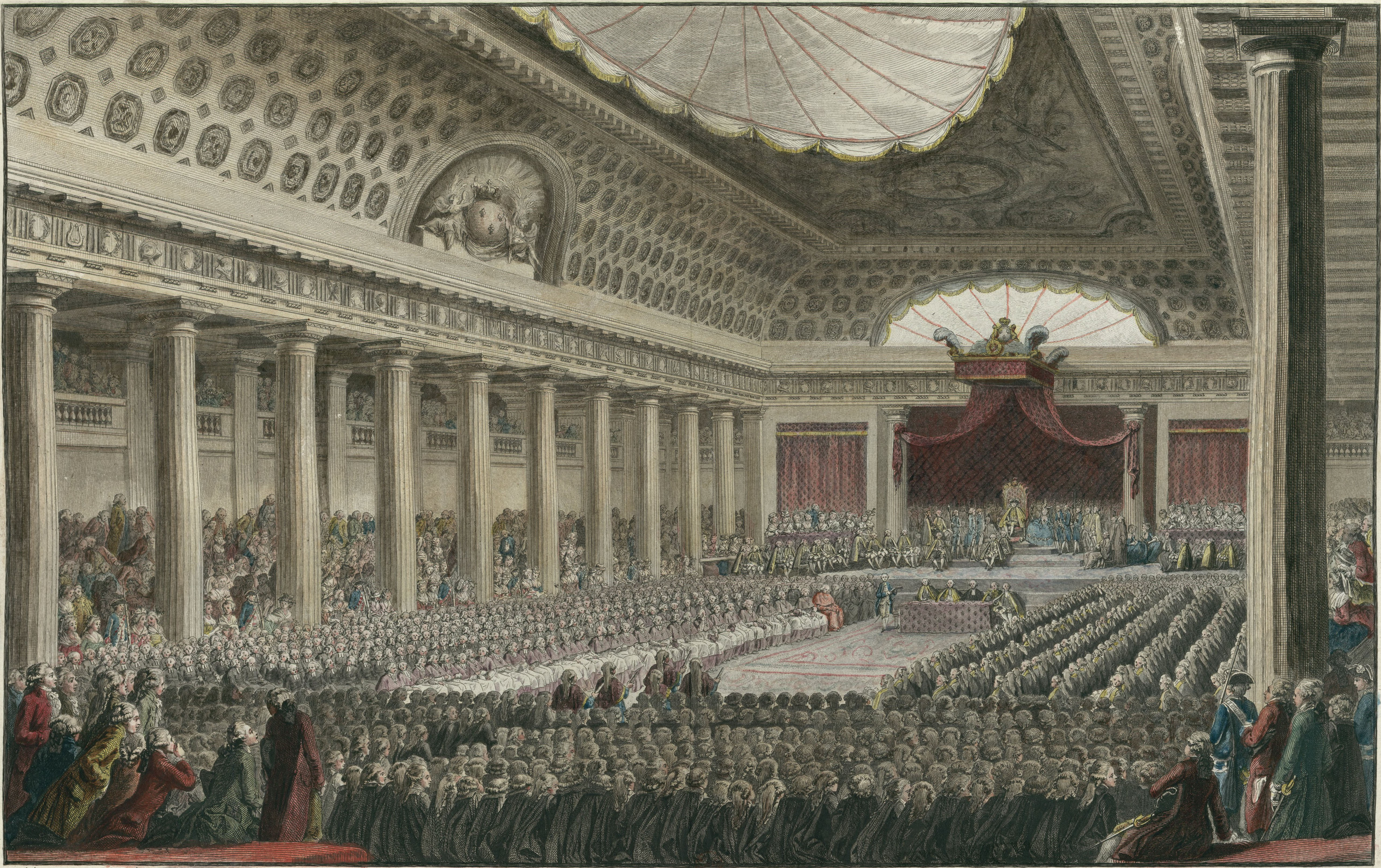
Otwarcie Stanów Generalnych w Wersalu 5 maja 1789 roku

Stany Generalne (fr. États-Généraux) – zgromadzenie reprezentujące przedstawicieli 3 stanów Francji: szlachty, duchowieństwa i stanu trzeciego, czyli reszty społeczeństwa zwoływane jako doradczy organ króla, zwłaszcza w sprawach ustalania podatków.

## Historia
Historia Stanów Generalnych sięga 1302 roku, kiedy zostały zwołane dla rozstrzygnięcia sporu między Filipem Pięknym i papieżem Bonifacym VIII. Dotyczył on przede wszystkim podatków, jakie nałożył na duchowieństwo Filip IV. Papież wysyłał wówczas bullę do Filipa, w której starał się go odwieść od tej decyzji. Bulla zaczyna się słowami „Słuchaj, synu”.
1302 – król Francji Filip IV zwołał trzy stany generalne Francji, które poparły odrzucenie bulli papieskiej i zwołały wielką radę do wysłuchania oskarżeń przeciw papieżowi. Silna pozycja króla pozwoliła mu na wysłanie do papieża ludzi, którzy go spoliczkowali. 
1308 – Filip IV zwołał Stany Generalne, oczekując poparcia w sprawie likwidacji zakonu templariuszy. Władca, mający problemy finansowe, zamierzał przejąć dobra zakonne. Oskarżył templariuszy o herezję, bezczeszczenie relikwii, czary i homoseksualizm. Stany Generalne poparły projekt likwidacji zakonu. Mistrzowie zakonni na torturach przyznali się do fałszywych oskarżeń i zostali spaleni na stosie.
19 września 1356 roku po wygranej bitwie pod Poitiers Anglicy wzięli do niewoli króla francuskiego Jana Dobrego. W zastępstwie władzę we Francji objął delfin Karol. Królestwo francuskie przeżywało wówczas kłopoty finansowe. Karol zmuszony został wydać Wielki Ordonans (Grande Ordonance), w którym zobowiązał się do zwołania Stanów Generalnych.

## Schyłek istnienia
Od 1614 roku Stany Generalne nie zbierały się, ponieważ w systemie absolutnym naruszałyby pozycję króla. Ponadto królowie mogli nakładać podatki i zwoływać wojsko w sposób dowolny.
5 maja 1789 roku król Francji Ludwik XVI zwołał Stany Generalne w sytuacji kryzysu finansowego, gospodarczego i politycznego monarchii. Decyzja Ludwika XVI okazała się porażką absolutyzmu. Stany zamieniły się w Zgromadzenie Narodowe, a następnie w Konstytuantę, przyczyniając się do wybuchu rewolucji francuskiej i proklamowania republiki w 1792 roku.